# Getsemany (časopis)
Časopis Getsemany je měsíčník o dění v katolické církvi a jiných církvích zejména v ČR, ale i ve světě, v ekumenickém duchu a důrazem na eklesiologii.

## Historie
Časopis vznikl jako porevoluční periodikum skupiny Ecclesia silentii (ES), vydával homilie již zemřelého Miroslava Máši i články k problematice začlenění podzemních struktur do oficiální církve. Později se rozšířil mimo komunitu ES i mimo Prahu a otvírá novou obsahovou náplň. Věnuje se homiletice, liturgice, ekumeně, komentuje církevní dění, překládá zahraniční články, vydává vybrané práce studentů Institutu ekumenických studií v Praze, komentuje dění v Římě.

## Šéfredaktoři
- Václav Ventura
- Jaroslav Vokoun (1993–1996)
- Jan Spousta (1996–2019 ?)
- Martin Vaňáč (nyní)